# Салливан, Энн
Энн Салливан (Энни Салливан, Джоанна Мэнсфилд Салливан Мэйси, англ. Anne Sullivan); 14 апреля 1866 — 20 октября 1936) — американский педагог. Была широко известна как учительница Хелен Келлер.
В возрасте пяти лет Салливан перенесла трахому, инфекционное заболевание глаз, в результате которого ослепла и не могла писать или читать. Она окончила обучение в школе Перкинса для слепых, где позже стала учителем Хелен Келлер в возрасте 20 лет.

## Биография
Энн Салливан родилась в Фидинг-Хилс (штат Массачусетс). Её родители, Томас Салливан и Алиса Коэлси, были бедными ирландскими фермерами, покинувшими родину в 1847 году из-за Картофельного голода. Отец Энн Салливан много пил, а также нередко обижал её, но именно он передал ей ирландские традиции и фольклор. Когда Энн было восемь лет, от туберкулеза умерла её мать, а в десятилетнем возрасте её и брата бросил отец, оставивший их в приюте в городе Тьюксбери (штат Массачусетс). Салливан проводила все время со своим младшим братом-инвалидом Джимми (который, как и мать, страдал от туберкулеза), однако Джимми вскоре умер в приюте.
В три года у Энн Салливан начались проблемы со зрением; в пять лет она заразилась трахомой (болезнь глаз; часто заканчивается слепотой). Целый ряд операций в больнице при приюте в Тьюксбери не увенчался успехом. После этого, при участии католического священника и каппеллана ближайшей больницы по имени Отец Барбар (Father Barbara) ей было сделано ещё две операции в приюте в Бостоне. Однако даже после этого её зрение не улучшилось, оставшись размытым. После операций Салливан против своей воли вернулась в Тьюксбери. Через четыре года, в 1880 году, она поступила в Школу Перкинса для слепых, где перенесла операцию и частично восстановила зрение. После окончания образования в 1886 году директор Школы Перкинса для слепых Майкл Онаньес предложил ей обучать Хелен Келлер.
Она учила слепоглухую Хелен Келлер названиям вещей языком жестов по её ладони. В 1888 году они вместе поехали в Школу Перкинса, потом в Школу Райта-Хьюмасона для глухих в Нью-Йорке, потом в Кембриджскую школу для девушек, и, наконец, в колледж Рэдклифф. Келлер окончила Рэдклифф в 1904 году, и после этого они переехали в Уэретхэм (Wrentham; штат Массачусетс).
В 1905 году Энн Салливан вышла замуж за профессора Гарвардского университета Джона А. Мэйси, который помогал Келлер с её автобиографией. Через несколько лет их брак начал распадаться. К 1914 году они расстались, хотя официально никогда не разводились. Салливан оставалась с Келлер в её доме, а также сопровождала её в поездках. В 1935 году Энн Салливан полностью ослепла.
Она умерла в Нью-Йорке 20 октября 1936 года. Тело было кремировано, прах захоронен в Вашингтонском кафедральном соборе, позднее рядом был помещён прах и её ученицы Хелен Келлер.

## Награды
- В 1932 году Келлер и Салливан были удостоены почетных стипендий Образовательного института Шотландии. Также они были удостоены почетных степеней Университета Темпл.

- В 1955 году Келлер была удостоена почетной степени Гарвардского Университета, а в 1956 году дом директора в школе Перкинса был назван Коттеджем Келлера-Мэйси.

- В 2003 году Энн Салливан была введена в Национальный зал славы женщин.

1. ↑  LIBRIS — Национальная библиотека Швеции, 2007.